# Mai 1876

## Événements
- La ligue des trois empereurs adresse un mémorandum au sultan ottoman le pressant d’accomplir des réformes dans les provinces ottomanes balkaniques.
- 1er mai : la reine Victoria du Royaume-Uni prend le titre d'impératrice des Indes à l’instigation de Disraeli.
- 10 mai : création de l'entreprise Eli Lilly and Company par le colonel-pharmacien Eli Lilly.

- 18 mai : répression du mouvement national Ukrainien : l’oukase d’Ems interdit l’emploi de l’ukrainien dans toutes les publications n’ayant pas un caractère historique ou philologique.

- 30 mai : le sultan ottoman Abdülaziz est déposé. Son neveu Murad V lui succède.

## Naissances
- 17 mai : Constantin Gorbatov, peintre russe († 24 mai 1945).
- 24 mai : Maurilio Fossati, cardinal italien, archevêque de Turin († 30 mars 1965).

## Décès
- 5 mai : Charles Gleyre, peintre suisse (° 1808).
- 28 mai : Adolph Northen, peintre allemand (° 6 novembre 1828).